# Anas al-Abda
Anas al-Abda (ur. 1967 w Damaszku) – syryjski działacz polityczny i geolog. Od 5 marca 2016 do 6 maja 2017 oraz od 29 czerwca 2019 do 12 lipca 2020 przewodniczący Syryjskiej Koalicji Narodowej na rzecz Opozycji i Sił Rewolucyjnych, skupiającej siły opozycyjne wobec władzy prezydenta Baszszara al-Asada (faktyczny prezydent w opozycji, częściowo uznawany na arenie międzynarodowej).
Pochodzi z przedmieść Damaszku. Ukończył studia z zakresu geologii na Uniwersytecie Jarmuk w Irbidzie, a także studia podyplomowe na Newcastle University. Następnie mieszkał w Wielkiej Brytanii, gdzie angażował się w ruchy sprzeciwiające się władzy Baszszara al-Asada. W 2006 był jednym ze współzałożycieli londyńskiego Ruchu na rzecz Sprawiedliwości i Rozwoju w Syrii. Po wybuchu wojny domowej w 2011 znalazł się w gronie współzałożycieli Narodowej Rady Syryjskiej i wszedł w skład jej sekretariatu. Z jej ramienia uczestniczył w konferencjach Genewa 2 (początek 2014) i Genewa 3 (początek 2016) dotyczących sytuacji w Syrii.
W 2012 zaangażował się w działalność Syryjskiej Koalicji Narodowej na rzecz Opozycji i Sił Rewolucyjnych, należał do jej politycznych organów kolegialnych. 5 marca 2016 wybrany na jej przewodniczącego w miejsce Chalida Chudży. Cieszył się pewnym uznaniem międzynarodowym, m.in. wysłał gratulacje nowo wybranemu prezydentowi Stanów Zjednoczonych Donaldowi Trumpowi i wzywał Niemcy do nałożenia sankcji gospodarczych na Rosję. Z pomocą sił kurdyjskich prowadził akcję na północy Syrii, która skutkowała odbiciem z rąk Państwa Islamskiego Ar-Rakki. 6 maja 2017 jego następcą wybrano Rijada Sajfa.